# Nudeswirl
I Nudeswirl furono una band alternative rock e grunge di base a New Brunswick nel New Jersey.

## Storia del gruppo
I Nudeswirl furono formati nel 1989 da Shane M. Green, Chris Wargo, e dal batterista Mike Toro a New Brunswick, nel New Jersey. La band pubblicò un LP indipendente indipendente intitolato Nudeswirl nel 1989. Nel 1992, firmarono per la Megaforce Records e pubblicarono il loro secondo album omonimo nell'anno successivo. Hanno suonato in tournée con White Zombie, Danzig, Flotsam and Jetsam, Mindfunk, e si sono esibiti sul palco del Lollapalooza del 1992. I video di F Sharp e Buffalo furono messi in rotazione su MTV, e tra le loro apparizioni televisive vanno menzionate quella su Headbangers Ball di MTV, e Beavis and Butt-head.

## Formazione
- Dizzy Cortright (chitarra)
- Shane M. Green (voce/chitarra)
- Woody Newland (batteria)
- Chris Wargo (basso/cori)

## Ex membri
- Mike Toro (batteria) 1989-91

## Discografia
- 1989 - Nudeswirl
- 1993 - Nudeswirl